# Märkische Eisenbahngesellschaft
Die MEG Märkische Eisenbahngesellschaft mbH wirkt als Eisenbahn des öffentlichen Verkehrs (Eisenbahnverkehrsunternehmen) sowie als Unternehmen des gewerblichen Güterverkehrs. Sie hat ihren Sitz in Lüdenscheid und ist mit einem Gesamtstammkapital von 1.150.000 Euro im Besitz der Märkischen Verkehrsgesellschaft (MVG), der Märkischen Kommunalen Wirtschafts GmbH (MKG) und der Stadt Plettenberg.
Das Unternehmen nutzt die Infrastruktur der DB Netz AG. Es besteht ein Kooperationsverhältnis mit der DB Cargo Deutschland.
Das Umschlagzentrum der Märkischen Eisenbahngesellschaft befindet sich in Plettenberg.